# Horizon Forbidden West
『Horizon Forbidden West』（ホライゾン フォビドゥン ウェスト）は、ソニー傘下のゲリラゲームズが開発したゲームソフト。
本作は、2017年に発売された『Horizon Zero Dawn』の続編であり、前作の主人公アーロイが環境崩壊が進む北米西部を舞台として、世界崩壊を阻止するための鍵を探す旅をするオープンワールド型のアクションRPG。
2022年2月18日にPlayStation 4、PlayStation 5用ゲームソフトとしてソニー・インタラクティブエンタテインメントより発売された。
2023年4月19日、PlayStation 5版限定の大型拡張コンテンツ『Horizon Forbidden West: 焦熱の海辺』の配信が開始された。
同年10月6日には、ゲーム本編やDLCなど全て収録された『Horizon Forbidden West Complete Edition』がPlayStation 5向けに発売された。PC版も2024年3月22日に発売された。

## 概要
前作『Horizon Zero Dawn』でも名前が出ていた「禁じられし西部」と呼ばれているアメリカ西部を舞台としたオープンワールド型のアクションRPG。主人公は前作と同じく狩人のアーロイ。世界の崩壊を食い止めるための鍵を探す旅に出る。
タイトルに含まれている「Forbidden West（禁じられし西部）」は、北米の西部に位置しているソルトレイクシティのあるユタ州 ～ ラスベガスのあるネバダ州、およびロサンゼルスのあるカリフォルニア州の西海岸を指す。

## ストーリー
繁栄を極めた旧文明の時代から、1000年もの時が過ぎた世界……。完全自動テラフォーミングシステム【ガイア】の副次機能である【ハデス】の暴走から、地球の生物圏破壊を阻止した「メリディアンの戦い」から半年。ガイアが消滅したことからテラフォーミングシステムは機能不全を起こし、世界各地で植物の腐食、水の汚染、嵐の頻発など環境の崩壊が進んでいた。
プロローグ
古の科学者エリザベト・ソベックのクローンとして生まれ、前作の「メリディアンの戦い」での活躍によりカージャの民から「首都メリディアンの救世主」として扱われるようになった主人公のアーロイは、世界の崩壊を阻止するため、ガイアのバックアップを求めて各地の捜索を行っていたが、見つけられずにいた。手がかりのうち最後の希望である遺跡をノラ族のヴァールと共に捜索するが、バックアップは見つからなかった。
手がかりがなくなり途方に暮れるアーロイに、ヴァールがかつての協力者であるサイレンスに聞いてみてはどうかと提案する。サイレンスとはメリディアンの戦いの後から一切連絡が取れていないかったが、ハデスを倒す時にサイレンスから渡された槍に何か手がかりがないかと思い、アーロイはメリディアンに戻る。
槍を調べた結果、ハデスは完全に破壊されておらず何らかのデータが西の方向へ送信されていたことが判明する。騙された事に気づいたアーロイのもとにサイレンスから「自分はハデスから有益な情報を手にした。知りたければ禁じられた西部へ来い」と通信が入る。アーロイはガイアのバックアップの捜索、そしてサイレンスが何を知ったのかを突き止めるため、「禁じられし西部」と呼ばれる地方へと向かう。
序盤
禁じられし西部は、カージャ族とは敵対する「テナークス族」の領土であり、力ある者を尊び、余所者を受け入れない土地であった。だが、カージャ族とテナークス族との間で和平交渉「会談」が行われることを知ったアーロイは、それに同行する。会談はレガーラが率いるテナークスの逆賊によって襲撃されるが、襲撃の鎮圧に協力したアーロイは、その武勇を認められてテナークスの各地を探索することを許可される。
禁じられし西部では、カージャの治める地方よりもさらに汚染が進んでおり、機械たちはより獰猛になっていた。ガイアの副次機能でありテラフォーミングシステムに必要な機械の設計と製造を担当する【ヘファイストス】が異常をきたし、不完全な自我に目覚めて各地に眠る「機械炉」に逃げのびていた。そして、機械を狩る狩人たちを問題視して、より強力な戦闘機械を生産して狩人たちを襲うよう仕向けていたのだ。
サイレンスから渡された座標に到達したアーロイは、そこでハデスを発見する。サイレンスはメリディアンの戦いの後、ハデスを密かに回収し、尋問を行うことでハデスの知る情報を引き出そうとしていたのだった。今度こそ完全にハデスを消滅させたアーロイは、その先にあるゼロ・ドーンの遺跡でついにガイアのバックアップを発見するが、それは副次機能を所有していないカーネルのみであった。 なんとかガイア自体を再起動させることに成功したアーロイは、急速に崩壊しつつある生物圏を修復し、暴走するヘファイストスをファー・ゼニスを止めるため、ガイアの自爆と同時に各地に散らばっていった3つの副次機能【アイテル】【ポセイドン】【デメテル】を回収してガイアに吸収させることにし、各地に赴くことにする
中盤
そんな中、かつて宇宙に脱出した旧文明社会の富豪たちから構成される組織『ファー・ゼニス』が、再び地球へと帰還しようとしていることが発覚する。彼らは圧倒的な科学力を持ち、アーロイの攻撃を無効化する先進的な「シールド」ばかりか「不老不死」さえも実現しており、地球の生物をすべて消し去って新たな地球を再創造しようとしていた。そのために、エリザベト・ソベックのクローンであるベータを作り出して従え、その遺伝子情報により施設のセキュリティーを突破、テラフォーミングに必要なガイアを捜していたのだ。 壮大な西部の各地を冒険していき、いくつもの困難なクエストをこなしていく中で、ヴァールを始めとして、前作にてメリディアンで共に戦ったエレンド、そして新たにウタル族の祈り手の女性 ゾー、テナークス族の片腕の戦士 コターロ、クエン国の預言者の女性 アルヴァが仲間となり、拠点に集っていき交流を重ねていく。
また、ファー・ゼニスの残酷ぶりを目の当たりにしたベータは、彼らに疑念を抱くようになり、亡命を試みてアーロイの拠点で暮らすようになる。後ろ向きな性格で引きこもりを続けるベータだったが、アーロイや仲間達との交流を通じてゼニスと戦う決断をする。
終盤
ついに最上位命令権限「オメガ権限」を入手したアーロイだったが、ヘファイストス回収のためには、ファー・ゼニスの目を欺く必要があるため、ベータや他の仲間達の力を借りて大規模なミッションが開始される。ヘファイストスの捕獲に成功した直後、ファー・ゼニスの3人が襲撃してきてヴァールを殺害し、ベータを連れ去っていく。絶体絶命の中、ゼニスの1人であるティルダが造反して、アーロイを連れて逃亡する。
ガイアとベータを取り戻すため、ティルダと協力することにしたアーロイは、当面の脅威であるレガーラの反乱を阻止し、ゼニスとの決戦のためレガーラを仲間に引き入れる。配下の逆賊たちを失ったサイレンスは、アーロイの作戦に協力せざるを得なくなり、サイレンスは自身が開発した新兵器を提供する。
ラスト
ティルダの助けによりファー・ゼニスの拠点施設に突入したアーロイ達は、ベータの助けによりヘファイストスを施設のプリンターに解放、強力な機械を大量に生産させて、ゼニスのスペクターの大群に対抗する。そして、サイレンスの秘密兵器によりゼニスのシールドを無効化して機械に襲わせ、ゼニスのジェラルド、エリックを倒し、すべてが終わったものと思われた。
だが、これまで協力的だったティルダが、突如としてアーロイを他の星に連れ去ろうとする。実は、ファー・ゼニスの不老不死の実験で生み出された、ゼニスの人間たちの精神コピーの失敗作【ネメシス】が反旗を翻し、シリウス圏にあったゼニスの居住コロニーを掌握してわずか数時間で滅ぼし、地球に逃れてきたゼニスも絶滅させるべく地球へと向かっていること、ハデスを覚醒させ、ガイアが自爆する原因となった絶滅信号はゼニスではなくネメシスによって発信されていたことが判明。そして、ゼニスは地球を再創造しようとしていたのではなく、ネメシスから逃げるため「資源の補給地」として地球に立ち寄り、他の星へと向かおうとしていたことも明らかとなる。
強力な超兵器『スペクタープライム』に乗り込んだティルダを倒したアーロイに、サイレンスは改めて「ネメシスから逃れるため、ガイアを持って地球を離れ、他の星へ旅立とう」と誘う。だが、アーロイとの会話に促され、最終的にサイレンスは地球に残ってアーロイ達に協力することを決断する。
アーロイ達は、再び野放しとなったヘファイストスが生み出すであろう「強力な機械」と、新たな脅威である「ネメシス」との闘いに備えることになったところで、物語は終わりを告げる。
焦熱の海辺
ファー・ゼニスを倒し、ネメシスとの戦いに備えるアーロイだったが、ある日、サイレンスからゼニスの生き残りである「ウォルター・ロンドラ」の存在について知らされる。ロンドラはかつて「ロサンゼルス」と呼ばれた、現在では「焦熱の海辺」と呼ばれる地で単独行動をしているという。
ロンドラを追うべく、アーロイは一人ロサンゼルスへと向かう。

## システム
基本的な機能は前作の物を引き継いでいるが、新要素も多数追加されている。

### 戦闘システム
コンボ攻撃の導入
近接戦闘は前作では弱攻撃・強攻撃のみだったが、今作では弱攻撃が三段式、強攻撃に溜め攻撃が追加されたほか、スキル取得でコンボが使えるようになり特に対人戦闘においての使い勝手が増している。 また、レゾネーターブラストと呼ばれる新要素が追加された。槍での攻撃を繰り返すことでエネルギーを溜め、溜まった状態で強攻撃を当てることで敵にエネルギーを移し、それを射抜く事で大ダメージを与える事ができる。。
新しい遠距離武器
遠距離武器では新武器として、投槍器の「スパイクスローワー」と、ブーメランのように戻ってくる円盤を投擲する「シュレッダーガントレット」が追加。既存の弓やスリング、キャスターなども新たな矢弾が追加された。
系統ごとの武器ジャンル
前作での複数本の矢をセットするなどの特殊アクションが各武器系統に設定された。使用には「武器スタミナ」というゲージをスキルごとに決まった量だけ消費する必要がある。複数修得した場合、構えている時に左右ボタンで切り替えることができる。
能力の下方修正
一方で、サイレントストライクの威力減少、エネミーコール廃止、罠設置数上限の設定、人間型エネミーの兜装着率の上昇、機械獣の接近が分かるような特徴的な足音の廃止、乗り物系以外のオーバーライドの時間制限、オーバーライド機械獣が単独では敵から攻撃対象にされないなど、前作でほぼ一方的に敵を倒せていた能力・機能は下方修正を受けている。その為、極力敵に見つからずに進めるのが難しくなっている。

### フォーカス
フォーカスは前作同様、データや機械獣のスキャン、敵の移動ルートを表示するなどの機能があり、機械獣は部位を調べる事ができるようになった。新しい機能として機械獣をスキャンした際に特定の部位をハイライトできる機能が追加。ハイライトした部位は時間経過でも発光が消えないため、特定の部位を狙いたい時に便利になった。
また、移動したままでも使用可能な短距離スキャンが追加され、資源や登れる箇所を探知する事ができるようになった。水中で使うとソナーとなり、アイテムや敵が近くに存在すると反応が返ってくるようになった。

### 勇技
スキルツリーで解放できる新たな切り札。義勇ゲージを1以上溜めると発動できる。発動に当たって、特殊なモジュールを装着したり顔にペイントを施したりする。発動時の効果は勇技によって異なるが、勇技はひとつしかセットできない。
義勇ゲージは機械獣を倒すほかに、弱点に攻撃を当てたり、部品を撃ち落としたりしても溜まっていく。アップグレードした勇技は、ゲージを多く消費して効果を高めることもできる（最大レベル3）。スキルポイントを消費してアップグレード可能。

### 所持品
保管庫
前作では所持品(特に資源)のスタック数・容量が少ないことが問題視されていたが、本作では所持品から溢れたアイテムを収納する「保管庫」が各地に設置された。所持数以上持てないアイテムは自動的に保管庫に送られるため、容量を気にせずに回収が可能。 その代わり、矢弾の素材は持てる量が制限されているため、前作で有効だった「特定の矢弾の素材のみを大量に持ち歩く」といったプレイングは不可能となっている。
武器・防具の強化、多様化
武器や防具に強化段階の概念が追加された。強化を行うことで攻撃力/防御力が上昇する、新たな矢弾が解放される、スキルが追加・強化される、コイル/当て具の強化スロットが解放される、などの恩恵がある。 強化にはシャードの他、機械の部品を必要とする。機械の部品も前作のレンズ・心臓に当たる循環装置・主幹神経の他、ほとんどの機械に倒す前に矢弾で切断しないと入手できない素材が新たに追加された。

## 登場人物

### 主人公
アーロイ（Aloy）
声 - 高垣彩陽
本作の主人公であるノラ族の女性ハンター。前作において自分の出生の謎を探る中で、自分が1000年前に滅びた地球を再生するシステム開発プロジェクト：ゼロ・ドーンの責任者である「エリザベト・ソベック」のクローンである事を知る。幼少期から旧時代の遺物であるフォーカスを使っているため、旧時代の歴史やシステムの操作に詳しく、高い知性と理解力、行動力を持つ。
前作において自我を持ったAIハデスの暴走から地球の生物圏絶滅を阻止したが、消滅したままのガイアのバックアップを探すための旅に出る。ガイアの起動、復旧はエリザベトのDNAを持つアーロイにしかできないことや、異端児としてロスト以外に触れず独りで育った故に、自分一人で何とかしなくてはいけないという責任感から他人を遠ざけがちになっている。
各地でいくつかの通り名やあだ名がつけられており、行く先々で「赤毛のノラ」「メリディアンの救世主」「流れ者」などと呼ばれる。テナークスやウタルからはもっぱら「赤毛の闘士」「流れ者」と呼ばれ、焦土の光での決闘が話題に出ることが多い。
半年間、周辺地域を探し回るも見つからずにいた時、ハデスが封じていたはずのタイタンフレームのコアから消え失せていることが発覚。サイレンスの暗躍にようやく気付き、彼が向かった西部を目指すことになる。この際、マスターオーバーライドに使った「サイレンスの槍」が崩壊してしまい、オーバーライドモジュールを新調したためか、前作までに機械炉で得たデータの大半が消滅してしまった。また前作まで得た装備品も半年間のうちにほとんどを紛失してしまった。

### アーロイの協力者
エレンド（Erend）
声 - 宮内敦士
オセラム族の男性。サン王国直属のオセラム族精鋭部隊、ヴァンガードの隊長を務める。勇敢でユーモアもあり、時には自己犠牲も厭わない。その屈強な外見とは裏腹に、優しくて繊細な心を持っている。前作開始以前の時に現サン王アヴァードが狂王ジランを王座から引きずりおろす際に、姉エルサと共にアヴァードに協力した。エルサが亡くなってからはヴァンガードの隊長を引き継ぐ。前作でエクリプスや姉の死の件をきっかけにアーロイと関わり、以降協力的な仲間となった。アーロイの信頼できる仲間の一人。
ヴァール（Varl）
声 - 櫻井トオル
アーロイと同じノラ族出身の男性で義勇団団長ソナの息子。ハデスとの戦いの後、消えたアーロイを追っていち早く合流し協力する。前作の終盤で、アーロイはノラ族の中で「申し子」と見なされ、ヴァールは部族の教えの通り、助けの手を差し伸べる。だがそれ以上に、彼はアーロイを一人の人間として、彼女が背負った重大な責務を心配する、優しく思いやりのある人物である。
道中で知り合ったゾーと恋仲になる。しかし、終盤にヘファイストスを回収する大規模ミッション時にゼニスの襲来に遭い、エリックによって腹部を貫かれる。
ゾー（Zo）
声 - 鷄冠井美智子
ウタル族の女性。かつては穏やかに農業を営んでいたが、赤の動乱の際にはカージャと戦う道を選んだ。以降は病人や死を迎える者を支える、癒やし・祈り手として活動している。終わりゆくウタル族の習慣に疑問に持つが、アーロイやヴァールと知り合い、再び戦う熱意が芽生えた。
意識不明のアーロイの治療を頼みにきたヴァールと恋に落ちる。ウタルの聖域へ赴くためにヴァールと行動を共にし、拠点に入った後に彼と同じ部屋で住むようになる。ヴァールの子を身籠るが、それを告げる直前に彼とは死別してしまう。
コターロ（Kotallo）
声 - 日野聡
テナークス族の勇士の男性。空の一派出身。カージャとテナークスの会談に出席するがレガーラの部隊による襲撃で左腕を失う。しかし片腕を失っても戦士としての力量は高く、ヘカーロからの命でアーロイに協力する。片手しかない状態でも絶壁を登ることができるなど、作中人物でもかなりの膂力を誇る。
イベントでは旧時代の技術と素材を活用して失った左腕を補う高性能な義手を作るが、自分ではないものに頼ることを良しとはせず有事以外は装着しない。
ベータ（Beta）
声 - 高垣彩陽
ファー・ゼニスによって生み出された、もう一人のエリザベト・ソベックのクローン。シリウス星系から地球へ向かう船内の外生チャンバーで誕生し、船内の一室に監禁されアポロのデータベースから参照可能な範囲で勉強させられていた。地球工学やコンピューター科学などのアーロイが知りえない古の専門知識を習得している上、アーロイと同様の高い知性と理解力はファー・ゼニスを出し抜くほど。 ガイアのシステムを復旧させる為に生み出されたと思っていたが、ファー・ゼニスが地球に着いてからの活動を見て騙されていた事に気付きアーロイに助けを求める。 親の愛情を受けずに育ったため、アーロイとは異なり臆病で引きこもりがちな性格で、アーロイも当初は足手まといと見なしていたが、地球再生に向けて懸命に努力するアーロイやその仲間と触れ合ううちに次第に絆が芽生えていき、最終的にはファー・ゼニスと戦う決断をする。最終的にアーロイとはお互いを姉妹と呼び合う仲になる。
アルヴァ（Alva）
声 - 田村睦心
海の先にあるクエン国から来た女性。選抜によって選ばれる預言者と呼ばれる地位についており、国から渡されたフォーカスを用いて旧時代の情報から飢えに苦しむ国を救うための鍵を探している。
戦闘員ではないが、古の建造物を登り切る登攀力、(あくまで護身程度ではあるようだが)戦闘力は持っている。
サイレンス（Sylens）
声 - 堀内賢雄
バヌーク族出身の男性。本作における「トリックスター」の役割を担っており、賢者として物語の進行を手助けすると同時に、秩序を破壊して世界を混乱へと導く破壊者でもある。
旧時代の知識を執拗に追い求めており、前作においてはエリザベトのDNAを持つアーロイが、自分の知識欲を満たす鍵となると気づき協力した。自分の計画遂行が第一であるため、アーロイに対しては肝心なところの説明を省いたり隠したりする事が多く、アーロイからは信用されていない。前作でハデス打倒に協力した様に見えたが、実際はハデスの持つデータを得るため密かにハデスの人格データを盗んでいた。ハデスを尋問した上で、地球に迫る脅威をいち早く知り、独自の対策を立てていたが、その結果として力を付けたテナークスの逆賊が西部の悩みの種となってしまっている。
半年間も当てもなく無駄に探し回っていたアーロイに呆れており、前作よりも辛辣。アーロイもサイレンスがハデスを持ち出していたこと、ゼニスにガイアのバックアップの地点を教えたことなどから信用が一気に落ち、それまでは悪態をつきながらも装着していたサイレンスとのリンクが繋がっていたフォーカスを破壊してしまっている。 『焦熱の海辺』のラストでは曲がりなりにもアーロイに感謝を述べるなど、彼なりに成長はしている様子。

### ノラ族
ロスト（Rost)
アーロイの育ての親。故人。前作でエクリプスからアーロイを守るために命を落とす。アーロイにとってロストは非常に大きい存在であり続けており、各所にそれが窺えるシーンが存在する。 また、前作でノラ族の大長老ティルサから、ロストが過去に怨念の使者となり各地を放浪していた際に、ウタルの地や禁じられた西部にも行っていたということが明かされている。

### カージャ族
アヴァード（Sun-King Avad）
声 - 阪口周平
第14代サン王。槍を失ったアーロイに新しい槍を進呈する。各地の部族と和平の道を模索している。
ジラン（Jiran）
前サン王。故人。狂王とも呼ばれる。機械の暴走を収めるため、他の部族を太陽への生贄に捧げればいいという妄執に取りつかれ、周辺の部族に攻め込み虐殺を繰り返す「赤の動乱」を起こした。諫言した長男を処刑した事で次男アヴァードがオセラム族と共に起こしたクーデターにより倒された。
潔白のマーラッド（Blameless Marad）
声 - 後藤光祐
アウァードの側近。
ヴァナーシャ（Vanasha）
声 - 甲斐田裕子
前作はカージャのスパイ。本作では皇太后とイターメンの世話役を務めている。
ウーシッド（Uthid）
声 - 間宮康弘
元シャドウ・カージャの戦士。本作では上級軍事顧問の役に就いている。
イターメン（Itamen）
声 - 武田華
ジランとナサーディの息子。
ナサーディ（Nasadi）
皇太后。ジランの未亡人。
タラナー・カーン・パディシュ（Talanah Khane Padish）
声 - 御沓優子
メリディアンの狩人の館の「タカ」を務める女性。前作以来のアーロイの友人。アマディスという男を探して西部を訪れる。
博学のフアディス（Studious Vuadis）
カージャ族の祭司。会談のため焦土の光に向かっている途中でアーロイと出会う。レガーラの襲撃の際に命を落とす。
熱心なるジャヴァード（Javad the Willing）
チェーンスクレイプに居るカージャの執政官。ウルヴァンドから利権協定を結ぶよう迫られている。
ノザール（Nozar Arin Khuvaman）
焦土の光のカージャ族の司令。レガーラの襲撃の際に命を落とす。
ラワン（Lawan）
焦土の光のカージャ族の副官。会談後はレガーラの襲撃で命を落としたノザールの代わりに焦土の光をまとめることとなる。襲撃の際に活躍したアーロイにも協力的になる。

### オセラム族
ペトラ（Petra）
声 - 平野夏那子
チェーンスクレイプのオセラム族の女性。前作にも登場。アーロイに協力した鍛冶屋のような人物で、強力なオセラムの大砲を作っていた。前作でエクリプスがメリディアンを襲撃後は一度フリーヒープに戻ったものの、自分がいなくても良さそうということもあり、焦土の光の話を聞いて、手伝うためにチェーンスクレイプに来ていた。ウルヴァンド失脚後はチェーンスクレイプの責任者となる。
ウルヴァンド（Ulvund Freeholder）
チェーンスクレイプのオセラムの男性。事実上チェーンスクレイプの権力者。恐れの谷に機械が増えたため、オセラムの発掘作業を止めてしまっている。
しかし、件の機械獣が自分が指示した無理な工事が原因の一つであることが発覚したことで失脚する。
ブーマー（Boomer）
声 - 石井未紗
姉のデラーとともにチェーンスクレイプに来ている女性。マイペースで、やや喋り方が幼い。とにかく矢弾を爆発させたがり、騒動を起こすことも。
ケルフ（Keruf）
オセラムの発掘隊。4人の技師に鎧を発注し、その中で最高の品を作ったものにシャードを払うという契約をしていた。
実際は発想の異なる各技師の最高傑作をお互いに見せることで最高でないことを認めさせ、シャードは払わず鎧だけ持ち逃げするつもりだった。しかし、アーロイの発案で4人の鎧のいい所を組み合わせた真に最高の鎧を作ることになり、結果全員が貢献したという理屈により4人それぞれにシャードを支払う羽目になる。実質詐欺師であるが、アーロイの主張に対して無駄な反論や逃亡はせずにきちんと鎧の完成とシャードの支払いをする辺り、引き際は弁えている様子。この鎧は素材の入手こそ困難だが再作成可能ではあるため、その宣伝を有名人であるアーロイが行ってくれるという目論みもある。
モーランド（Morlund）
声 - 佐藤せつじ
オセラムのショーマンで、かつてのラスベガスにある涙の塔の発掘隊のリーダー。「ポセイドン」回収のためにここを訪れたアーロイと共に行動する。
アセラ（Asera）
オセラムの女性鍛冶士。カージャに家族を虐殺されて復讐を誓い、デルヴァールの弟子となり反カージャ闘争に参加。前作にて彼が死亡すると組織を引き継ぎ、その直後にサイレンスの接触を受けてフォーカスとオーバーライド技術を提供され、「プロメテウスの民」を名乗ってレガーラの逆賊と同盟を結ぶ。
アーロイとエレンドに拠点を突き止められ、トラップと機械を駆使して抵抗するも戦死する。

### ウタル族
フェーン（Fane）
ウタルの声の一人。男性。ウタル族はこのまま死に、新たな土壌となることが自然の理だと訴えている。ウタル族の古くからの習わしを重んじるあまり、現状を変えようとするゾーやアーロイらと意見を対立させる。しかしゾーたちの活躍で諸問題が解決されていくと、少しずつ考え方を改めていく。
ケル（Kel）
ウタルの声の一人。女性。フェーンに同調し、ゾーのことをカージャとの戦いを始めた者だと責めた。
フェーンが消極的保守であるのに対し、彼女は悪い意味で積極的保守で、在り様を変えようとする者は暗殺すら辞さない。

### テナークス族
ヘカーロ（Hekarro）
声 - 手塚秀彰
部族歴代最強の戦士として名高い、テナークスの3部族を纏める族長。旧時代の遺跡「樹海」を拠点としている。
20年前に沼地の一派を率いてテナークスを統一した。その直後に樹海の玉座で起動した古の時代のホログラムを見て、武力に依らない平和な未来を築いていくことを決める。赤の動乱時は侵略してきたカージャ軍を撃退するが、復讐よりも和平を求めてメリディアンへの反転攻勢を中止したことで、レガーラをはじめとするカージャに恨みを持つ者たちの反感を買う。レガーラに族長の座をかけた決闘を申し込まれて勝利するが、敗北した彼女を殺さずに情けをかけたことで離反されてしまう。
カージャとテナークスの和平会談での奇襲攻撃で多くの勇士を失い、逆賊との戦いで劣勢に立たされているところでアーロイと出会い、アイテルが潜んでいる玉座地下への進入と引き換えに協力を要請する。
ファシャーブ（Unyielding Fashav）
テナークスの勇士だが、元はカージャの高官でアヴァードのいとこ。狂王ジランの命令で、禁じられし西部へ仕方なく進軍していたが、シナバー砂漠の戦いにて捕虜にされてしまった人物。テナークスに連行された後、カルラットを受けて達成したことで死を免れ、ヘカーロ族長の配下となった。焦土の光での会談でテナークスからカージャに身柄が引き渡される予定だったが、レガーラの襲撃の際に命を落とす。
カージャとテナークスの橋渡しとなる希望を思い描いていた。ウタルやテナークスの居住地などに彼の書き残した文章が残っている。
レガーラ（Regalla）
声 - 浅野まゆみ
逆賊を率いてヘカーロの命を狙うテナークスの追放者。「赤の動乱」時に弟を生きたまま焼殺され、カージャを激しく憎悪している。
元はヘカーロに仕える優秀な勇士だったが、ヘカーロがカージャとの和平路線に切り替えた事に反発して離反。ヘカーロに不満を持つ人間を集め反旗を翻す。裏ではサイレンスから技術提供を受けておりオーバーライドした機械の騎兵隊を所有している。
メインイベントでは選択肢によって殺すか生かすかを選ぶことができる。「生かす」を選択すると、最終決戦において力を貸してくれる。
グルーダ（Grudda）
レガーラの逆賊の戦士。砂漠の一派出身。会談の襲撃の際にアーロイと一騎打ちを行なうが敗れる。持っていたシールドウイングはアーロイの手に渡ることになる。ただし、戦闘のダメージで盾としての機能は失われてしまっている。
デッカ（Dekka）
声 - 深見梨加
沼地の一派の導師。樹海の写し絵(ホログラム映像)の内容を口伝にて伝えることを役目としている。
唯一の親族である孫のカヴォーが逆賊についたことを憂いている。
アテッカ（Atekka）
沼地の一派の司令。20年前にヘカーロが族長に就任すると、5日間不眠不休で機械と戦う試練を経て後任の司令に就いた。
首都「とげの沼沢」を蝕む赤い腐食の対処に追われている。
テコーテ（Tekotteh）
空の一派の司令。難攻不落の要塞「巨壁」に陣取っており、機械に対しては安泰であったため、極めて保守的。さらに自分の意に反するものを追放するなど傍若無人な振る舞いをしており、部族内からの評判は極めて悪い。
コターロをカルラットに向かわせたが、これは彼がトップの座を脅かすことを恐れ、失敗すれば死に、成功すれば中立の立場となって司令になることはなくなると踏んでのこと。兄のように慕っていたテコーテからの仕打ちにコターロは悲しんだという。
ドラッカ（Drakka）
声 - 中村章吾
砂漠の一派の一員。仲間の命を守ることを重視している。
首都からの水の配給が滞っていることに腹を立て、指令のヤーラの統治能力に疑問を抱いている。
ヤーラ（Yarra）
声 - 皆川純子
砂漠の一派の指令。一派全体を厳格な規律で支配する。
砂漠の一派で唯一の水源である首都「熱砂の槍」の貯水槽が枯渇し、その事実を他の集落に伏せたまま原因究明に追われている。
ペンターラ（Pentalla）
声 - 織部ゆかり
料理人。クエストで料理の素材収集を依頼され、完了後にはアーロイに料理を提供してくれる。

### クエン国
シーオ（Ceo）
声 - 川田紳司
クエン国の皇族で現皇帝の甥。シーオは本名ではなく称号で、つづりからしてCEO、即ちファロからきている模様。
天変地異で破滅が近づくクエンで、ファロが没したとされる「亡びの地」にて再興の手段を探ることを皇帝に進言したことで、シーオの称号とともに調査部隊の司令官に任命された。本国ではシーオはあくまで称号に過ぎなかったが、過酷な旅の中で自分がファロの生まれ変わりだと思い込むようになった。傍若無人な性格と相俟ってアーロイも「本当にそっくり」とあきれ果てた。
アーロイの協力のもとテーベの最深部に赴くものの、ファロのなれの果ての姿を見たことで気が動転し、ファロの焼殺およびアーロイとアルヴァを口封じのため始末するよう兵士たちに命じる。しかし直後にテーベが崩壊し、脱出を図るも、崇拝するファロの像の下敷きとなり死亡した。
ボーハイ（Bohai）
クエンの「監察官」でシーオの副官。アルヴァの上官にあたる。
実質的な現場指揮官として厳格に職務を遂行するが、シーオを言いくるめていち早くテーベを離れて難を逃れたり、アルヴァの功績を自分の成果として横取りするなど、抜け目なく狡猾な一面もある。
セイカ（Seyka）
DLC『焦熱の海辺』に登場するクエン族の水兵。死亡した予言者のフォーカスを無断使用している。
行方不明となった妹のキーナを探す中でアーロイと出会い、利害の一致の観点から協力し合うようになる。
ゲリット（Gerit）
DLCに登場するクエン海軍提督。シーオの艦隊と嵐ではぐれて「焦熱の海辺」に漂着した部隊の指揮を執る。
多くの海兵が偵察中に行方不明になったことに頭を悩ませており、セイカのフォーカス使用を非常事態として黙認する。
キーナ（Keyna）
セイカの妹。ロンドラによって洗脳されてしまうが、アーロイ達の働きにより救出された。

### ファー・ゼニス
ティルダ・ファン・ダ・ミーア（Tilda van der Meer）
声 - 日野由利加
ファー・ゼニスに所属している諜報担当メンバー。オランダ出身。絵画の真贋鑑定ソフトの開発が長じてフリーの諜報活動エージェントになったという異色の経歴を持ち、それ故に腐敗と傲慢を極めた多数派のメンバーからは距離を置いている。地球を離れる前にフェルメールやレンブラントなどの芸術作品を買い上げ、カリフォルニア州の海が見える崖の上に建設した自宅のシェルターに保管していた。
エリザベトとは一時は恋人関係であったがやがて別れ、ファー・ゼニスがガイア奪取を試みた事で関係は断絶している。地球帰還後にハデス試験場でアーロイと遭遇し、フォーカスの残骸から人生の軌跡を知った事で彼女にエリザベトの面影を重ね、機械炉GEMINIでの戦いでファー・ゼニスを離反しアーロイの側へ付く。
穏やかな態度で接してきているものの、アーロイをあくまでエリザベトを基準とした形でしか見ようとせず、懇意にしていたはずのベータのこともほとんど気にかけないなど、その態度は不自然なところが多い。その為、ファー・ゼニスであることもあってアーロイからはあまり信用はされていなかった。
アーロイに地球へネメシスが襲来することを知られると、ネメシスに滅ぼされる地球と「劣ったコピー」と蔑むベータを捨てて、ガイアを連れて他の惑星に二人きりで逃げ延びることを提案する。しかしアーロイに拒絶されると、力ずくで連れ去るべくスペクタープライムを起動。搭乗して襲い掛かるも、敗北し死亡する。
エリック（Erik Visser）
声 - 小松史法
ジェラルドの手下。古の世界では民間軍事会社の経営者として財を成したが、殺害対象を自らいたぶり殺しに行くこともあったほどの粗暴な性格。特殊なバリアを展開するスーツを身に纏っており、攻撃をほとんど受け付けない。
終盤、ゼニス基地にてサイレンスによりバリアを解除され、アーロイと一騎打ちとなるが敗北する。とどめとして体をゾーによって槍で貫かれたことで長らく忘れていた「痛み」を思い出し、そのまま息絶えた。
ジェラルド（Gerard Bieri）
声 - 藤真秀
ファー・ゼニスのリーダー。尊大かつ冷酷で狡猾な人物。古の世界では世界最大の金融複合企業のトップだった。
終盤、ゼニスに反旗を翻したティルダによって殺害された。
バベーナ（Verbena Sutter）
ジェラルドの手下。古の世界では自身の努力で財を成した他のメンバーとは違い、父親の莫大な財産を相続して億万長者となり、「ライフデザイナー」として世界中の羨望の的となっていた女性。生き延びることに強く執着する冷酷な性格。
ベータと共同で任務中、彼女に出し抜かれて脱走されてしまう。ジェラルドの命令で捜索中に「プロメテウスの民」の襲撃を受け、彼らが試作した装置によりシールドを無効化され、相打ちとなって死亡した。
ウォルター・ロンドラ（Walter Londra）
声 - てらそままさき
DLC『焦熱の海辺』に登場するファー・ゼニスの生き残り。古の世界では小惑星から希少金属を採掘する事業で巨万の富を築いた。ティルダ達がアーロイに倒された後もロサンゼルスの地で密かに活動を続けていた。
捕虜であるクエン族を洗脳し、その中から厳選された者と共に別世界に移住し、新たな理想郷を作ることを目論んでいたが、アーロイによって捕虜を解放されたことで計画は失敗に終わる。その後は鎮座していたホルス級タイタンを起動させ、アーロイと戦うが破壊され、最後はホルスに乗り込んで来たアーロイにとどめを刺され、死亡した。

### テラフォーミングシステム
ガイア（GAIA）
声 - 高乃麗
約1000年前にファロの災禍によって滅びた地球を再生するため、エリザベト・ソベックの率いるチームによって開発された完全自動テラフォーミングシステム。ガイアはそのシステムの中枢である人格を持ったAI。オリジナルのガイアは約20年前、暴走したハデスにオーバーライドされるのを防ぐため自爆しており、現在は消滅している。システムをコントロールするガイアが消滅した影響でテラフォーミングを担当する副次機能の動作に不具合が生じており、地球の生物圏の崩壊が進んでいる。
アイテル・ポセイドン・デメテルで収集した環境情報を基にヘファイストスに必要な機械を発注し、さらに必要な環境改善動作をオーバーライドして環境を制御するのが本来の動作。そのため、ガイアプライムの崩壊で20年前から環境情報を更新できなくなった結果、状況にそぐわない動作を繰り返したことで環境破壊をしてしまっている、というのが真相。
本来であればガイアプライムを始めとする管理拠点にアポロの教育を受けた新人類が集結してテラフォーミングを完了する予定であった。しかし、アポロ消滅という想定外の事態のため、環境再生は終わって700年も前に人類再生の指示を出しているのにもかかわらず、いまだ「人類」の再生が確認できず環境再生フェイズから進むことができないでいた。
後に、バックアップが収められたガイアカーネルの回収に成功する。ただし、ハデスの動作試験用だった為カーネル内には統括システムであるガイア本体だけしかなく、ウタル族の聖域であった管理拠点に逃げ込んでいたミネルヴァを取り込むことで再起動に成功する。悪化する環境を改善するために西部の方々に逃げ込んでいた副次機能の回収を目指すことになる。
再生したガイアはアーロイのフォーカスを通じてテラフォーミングシステムに起きた事態を把握しており、上記のような歪な状態ではなくなっている。また、ガイア自身が学習していた旧文明の知識は失われていなかったため、ある程度であれば知識の継承ができるようになった。
ハデス（HADES）
ガイアの副次機能の一つでテラフォーミングによって再生された地球の環境が適切でない場合、生物圏をリセットするための機能として設計された。しかし約20年前に謎の信号を受信したことにより悪意ある自我に目覚め、地球の生物圏を絶滅させようと動き出す。アーロイ達によって阻止され破壊されたかと思われたが更なる知識を求めるサイレンスによって密かに回収されていた。サイレンスの跡を追ってきたアーロイが見つけた時には尋問により虫の息と言えるほどにデータが消耗しており、オーバーライドによって完全に消滅した。消滅間際の言動から正常に機能していたころに何度か絶滅プロトコルは実行されていた模様。
なお、ハデスはあくまでガイアの代わりにテラフォーミングシステムを逆行させるためのもので、単独ではガイア同様副次機能へのオーバーライド能力しかない。スワームの再起動という凶行も、ヘファイストスと断絶された状態での全生命体抹消という動作を完了するために必要だったからである。
ガイアのバックアップは、ハデスの研究施設にて絶滅プロトコルの試運転のために運用されていたもの。ハデスのバックアップも存在していたが、水没によってガイアカーネル2つを除いて全て大破していた。その為、本編終了後もハデスは欠落したままだが、すでに人類が再生するために必要なテラフォーミングプロセスが確立されているため問題にはならない。
ヘファイストス（HEPHAESTUS）
ガイアの副次機能の一つで機械獣の設計、生産を担当している。テラフォーミングの要である機械装置全般を生産するという役割から他の副次機能よりも重要な存在でシステムに占める割合も大きくなっている。ただし、生産管理をするのが主機能であるため、環境を調査したりなどの動作は不可能。ガイア消滅時はハデスと同じく自我に目覚め世界中の機械炉を繋ぐネットワーク内に逃げ込んでいる。その後はテラフォーミングを担当する機械を狩る人間たちをシステムの脅威と認知し、機械狩りを阻止する為ラヴェジャーやサンダージョーといった人間を狩ることに特化した戦闘用機械獣を次々と生産している。ハデスの様に全生命の根絶までは考えていないが、年々強力になっていく機械獣のため人間の被害は拡大している。
いくら機械獣を強化しても抵抗してくる人間を相手にするため、環境維持用機械獣の修理などを行う施設を乗っ取って戦闘機械への改造を行うなどしている。結果、約20年の間に環境維持が疎かになった上に環境を悪化させるような機械獣が増えたことで、もはや環境管理用の副次機能だけでは時間稼ぎが精々というレベルにまで悪化してしまっている。なお、自我を獲得したのもあってアーロイたちからは暴走とみられているが、参照する環境データを更新できないことと人間とコンタクトを取るという選択肢がないだけで実態としてはただ仕様通りに動いている。
環境の早急な改善やファー・ゼニスへの対抗のため、ヘファイストスの掌握は超重要事項となるが、上記の通りシステムでのウェイトが大きく再起動したばかりのガイアでは逆に乗っ取られてしまう為、他の副次機能を回収し機能を回復する必要があった。しかし、力を増大させ続けるヘファイストスは、もはやエリザベトのアルファ・プライム権限ですら受け付けなくなっているため、アルファをも上回る真の最高権限「オメガ・プライム」を入手する必要があった。
一度は捕獲には成功したものの、融合の最中にファー・ゼニスの介入を受けたことで中断。その後はファー・ゼニスに捕らえられたベータの元で融合が続けられていたが、アーロイの手引きでベータによって施設内の高性能3Dプリンターにダウンロードされて大量の機械獣軍団を生産しファー・ゼニスを打ち破る。その後はまたしても逃亡してしまう。
ミネルヴァ（MINERVA）
ガイアの副次機能の一つ。電子処理担当。スワームのプログラムを解読し、停止コードを生成する役割を持っていた。
アイテル・ポセイドン・デメテルとともに、ハデスの放ったコードにより連鎖的に自我に目覚めるも、訳も分からず住処であるガイアプライムや親ともいえるガイアから断絶されて放り出されたことで、酷く混乱している。その為、自我の消去にも特に抵抗せずに応じている。
その後は拠点を隠蔽するファイアウォールとして機能している(一度は乗っ取ったヘファイストスが介入できないのもこのため)。また、環境管理系副次機能から得た更新データの送信も担当していると思われる。
アイテル（AETHER）
ガイアの副次機能の一つ。大気汚染の除去と天候を司る副次機能。アイテルがうまく機能しなくなったことで禁じられし西部の砂漠には嵐や竜巻が発生し、その地の部族の暮らしに悪影響を与えている。
ガイアプライム崩壊時に樹海地下のプロセッサに逃げ込み、「ホットゾーン危機」を終結させたファラデイの演説を再生した。ヘカーロはこの映像からテンが敵対者と手を取り合って困難に立ち向かっていたことを知り、和平に積極的になった。
環境管理系副次機能は、それぞれ自身の役割に基づいた機械をオーバーライドして動作をコントロールする機能を持つ。その為、ガイアはヘファイストスが直々に設定した人間殺害の命令はキャンセルできないものの、環境を破壊する行動は改善できるようになる。
ポセイドン（POSEIDON）
ガイアの副次機能の一つ。有機物と水源の化学成分をコントロールする副次機能。ポセイドンがうまく機能しなくなったことで海藻が異常発生するなど海洋生態系に異常をきたしている。
ガイアプライム崩壊後は水資源操作装置を持つラスベガスに逃げ込み、大量の水を生成している。
デメテル（DEMETER）
ガイアの副次機能の一つ。土壌を育て植物を管理する副次機能。デメテルがうまく機能しなくなったことで植物の成長に異常をきたしている。
ガイアプライム崩壊後はFASの研究施設に逃げ込んでいる。
なお、前作から登場している「鉄の花」はデメテルがドレッドウィングの機能をオーバーライドして約20年かけてあちこちにばらまいたもの。その為、作中の地域以外にも鉄の花は展開しているだろうと予測されている。
アルテミス（ARTEMIS）
ガイアの副次機能の一つ。多様な動物を再び地球に放った。
エレシウスとともに行方不明であるが、既に完了した副次機能であるため、回収は重要視されていない。
エレウシス（ELEUTHIA）
ガイアの副次機能の一つ。テラフォーミング後の人類の再生、育成、教育をするための施設とその機能。保存された遺伝子情報を元に人間を再生させる人工子宮ユニットや、育児を行うサービターと呼ばれるロボット。学校や保育園、食料庫などの施設などを備えている。各部族の祖先もエレウシスによって生まれた。知識ベースの副次機能アポロと連携し、テラフォーミング後の人類にも再教育を行うことで古の知識や文明も復活させる計画だったが、アポロが破壊されていたことで原始的な部族として施設外に解き放たれることとなった。
アポロ（APOLLO）
ガイアの副次機能の一つ。テラフォーミング後の人類に引き継ぐため、文明や知識情報を蓄えた知識ベースの副次機能。アポロのデータは2066年2月2日、テッド・ファロが己の過ちをテラフォーミング後の世界に知られないため、「新しい人類は無垢であるべきだ」という歪んだ意思のもと消去してしまったことが前作で明かされた。これにより古の知識・文明は新しい時代に引き継がれることができなくなった。テラフォーミングシステムの管理拠点へ向かう指示も含まれていたため、その本来のプロセスも完了できなくなってしまった。
また再生施設の各地域に応じた言語での教育も計画されていたが、アポロの消去により言語データが消滅してしまい、新たな人類は施設内でガイアの開発ベース言語のみを聞いて言葉を知ることとなった。大陸の全部族はおろか大海の彼方のクエンすら話し言葉が共通なのはこのため。
実はティルダへの手切れ金代わりにコピーが提供されていたため、本編後はファー・ゼニスが回収していたエレシウス・アルテミスとともにガイアの中に組み込まれた。

### 旧時代の人物
エリザベト・ソベック（Elisabet sobeck）
声 - 高垣彩陽
クローンであるアーロイの元となった人物。ガイアの育ての親。「ゼロ・ドーン計画」の発案および総責任者であり、人類最高の科学者の一人。緊急事態に陥ったファロに呼び出されてスワーム暴走を知り、絶望的事態であることを悟る。手遅れであるという状況を理解せず往生際悪く密かに処理しようとするファロの要請を切って捨て、最悪の救済計画のための共犯者として全資産の提供を約束させる。
その後はプロジェクトを指揮しつつ、中核となるガイアの育ての親として活動していたが、ガイア格納施設の封印を完遂する為に故障したハッチを外側から操作して閉鎖。封印後は最期の願いであった帰郷を果たし、自宅の庭先で息絶えた。
テッド・ファロ（Ted Faro）
声 - 桐本拓哉
かつての世界の救世主にして全ての元凶。
再起動したガイアからは「自己陶酔的で感情的で不安定」と評される。具体的に言うと、自分の思い付きを神の天啓のごとく思い込み、理想を求めて邁進するも、現実的な問題で火の粉がかかるようになるとその天啓自体を敵視するようになるタイプ。しかも、自分は天啓を形にしただけの被害者スタンスなため、根本的に正しく反省することはない。
プロジェクト:ゼロ・ドーンへ協力する裏で自分専用のシェルター「テーベ」を秘密裏に建造しており、ゼロ・ドーンのメンバー殺害後は愛人を含むごく僅かな人員に遠隔操作で殺害できる装置を埋め込んだ上でハーレムを築いていた。自らを不老不死へ改造しアポロを失った新人類の支配を目論んでいたが、真実を知った研究員が過剰な細胞増殖をコントロールできていない事実を伏せたまま自殺したことで、己の状況をまともに判断できないまま異形化。テーベ動力源の地熱発電プラントへ寄生する怪物へと成り果てた末、事実を知ったシーオの命でプラントごと焼き払われた。自分が死ぬと同時にプラントが自爆するように仕込んでいたため、そのまま施設の崩壊によってマグマと瓦礫に埋もれた。
トラビス・テイト（Travis Tate）
声 - 青山穣
ゼロ・ドーン計画のハデスの開発担当。同計画のサイバーセキュリティ責任者も兼務。

## 機械獣
1000年前に滅びた地球環境を再生するためにガイアによって生み出された機械の獣たち。土壌や水質汚染の除去、動植物の育成、管理、資源収集や燃料の生成などテラフォーミング機能の多くを担っている。ガイアが消滅し、ヘファイストスが自我を持ってからは機械獣を狩る人間に対抗するため、戦闘能力を高められた機種、または戦闘に特化しテラフォーミングと関係ない機種も生みだされている。大きく分けて偵察型、収集型、輸送型、戦闘型の4機種。機械獣によっては搭載したブレイズや酸を利用した攻撃をする属性違いの亜種がいる他、より戦闘に特化した改良をされた黒い装甲板と紫の筋肉繊維を持つ「狩人殺し」と呼ばれる強化型がいる。
前作に登場したストライダー、ソウトゥース、トランプラー、ブロードヘッド、そしてデスブリンガーは登場しない。
倒す事で素材が得られるのは前作と同じだが、今作では大半の機種は固有のレア素材があり、その部位を破壊して切り離すか逆に破壊せず残したまま撃破する事で手に入れる事ができる。多くは撃破前に切断することで回収できるが、サック網を持つ機械獣は逆に破壊せずに倒さないと回収できない。難易度を落とすと部位が破壊さえされていなければ回収できる機能がある。

### 偵察型
周辺の偵察に特化した機種。主に他の機械獣の周辺や機械炉などの施設を見張るように行動する事が多く、敵を発見すると警報を鳴らして周りの機械獣に知らせる役割を持つ。その役割から高い戦闘力を持つ大型機械は登場しない。
バロワー
プレーリードッグ型の機械。大きな眼を持ち、前作のウォッチャーのように決まったルートを巡回しながら周囲を時折スキャンしている。四足歩行で地面に潜ることもでき、体当たりやサウンドシェルを使っての高音衝撃波、岩を飛ばしての簡単な遠距離攻撃も行う。プラズマタイプのみ眼球から光弾を発射して攻撃する。亜種が16種類と最も多く、炎からプラズマまでの各属性タイプと、追跡機能に優れたトラッカータイプに加え、それぞれの強化型がいる。
スカイドリフター
鳥型の機械。空から広範囲をスキャンしながら飛んでいるため索敵範囲が広い。一通り周囲を探索した後は一旦地面に降り立つ。
素材となる部位はレイザーテイル(尾羽)。
ロングレッグ
ダチョウ型の偵察機械。前作と同様胸部のコンカッションサックを利用しての爆音攻撃、羽にある機関「ウィングバーナー」を利用しての爆風攻撃を行う。
素材となる部位はウィングバーナー。
赤眼のウォッチャー
前脚のない小型恐竜の様な姿の機械。名前の由来でもある大きな単眼で周囲をスキャンしており、敵を見つけた時は体当たりや眼からプラズマ属性の光弾を撃ち出して攻撃してくる。前作では序盤から登場していたが、今作では中盤以降から登場する。また、光弾発射能力のない普通のウォッチャーは登場しない。

### 収集型
天然資源の収集や回収した資源から燃料などを生成する機種。機械獣の中で最も機種が多くテラフォーミングシステムの役割の多くを担っている。
グレイザー
天然資源を掘り起こしてバイオ燃料に転化させる機能を持つトナカイ型の機械。
素材となる部位は回転角。
スクランジャー
犬型の機械。群れで活動し破壊された機械の清掃を行なっている。背部に増援を呼ぶためのアラームアンテナを増設した亜種もいる。
素材となる部位は動力源。
スクラッパー
機械の残骸を解体して再利用するハイエナ型の小型機械。
素材となる部位はレーダー及びプラズマセル。
スパイクスノート
土壌中の資源を融解して抽出するアリクイ型の機械。戦闘態勢に入ると、周辺の機械を強化する特性を持つ。
素材となる部位はサック網。
プラウホーン
土壌を耕して肥料や種をまくトリケラトプス型の機械。移動中は周辺に植物を発生させる。
素材となる部位は角。
ウタル族は大地の神々と呼んで崇拝し、共に土地を耕し作物を育てていた。
チャージャー
天然資源を掘り起こしてバイオ燃料に転化させる機能を持つ羊型の機械。前作にも登場し今作でもオーバーライドする事で乗る事が可能で、イベントシーンではアーロイや仲間たちの足として多用される。
素材となる部位は角。
ランスホーン
グレイザーに似た収集型の機械。角の形が違うが性能的にはさほど変わらない。
素材となる部位はドリルホーン。
ブリッスルバック
牙を使って天然資源を掘り起こすイノシシ型の機械。戦闘では搭載されたブレイズや酸を使って掘り出したガラクタを強化し攻撃してくる。オーバーライドする事で乗ることが可能。
素材となる部位は牙。
ファングホーン
グレイザー、ランスホーンに似た鹿型の機械。角を使っての炎攻撃を行うことができグレイザーなどより好戦的。
素材となる部位は枝角。
ワイドモウ
牙を使って天然資源を掘り起こすカバ型の水陸両用の機械。吸収した天然資源を肥料容器として時折排出する。口内に吸引装置があり戦闘ではこれを利用してアーロイを引き寄せたり周囲の岩などを集めて攻撃してくる。
素材となる部位は牙。戦闘態勢に入って口を開いている時しか攻撃することができない。
グリントホーク
ハゲタカ型の飛行機械。破壊された機械に群がり貴重品などを探している。前作では氷属性のみしかおらず炎の矢で容易に落とせたが、本作では氷だけでなく炎属性を持つバージョンもいる。
素材となる部位はくちばし。
スナップモウ
ワニ型の機械。背中や尻尾に切断することで資源が手に入る部位が増設されている。
素材となる部位はサック網。
サンウイング
プテラノドンの様な姿をした飛行機械。スクラップを漁っていないときはソーラーパネルの翼を太陽に当ててじっとしていることが多い。口からプラズマを吐く他、翼部にあるシールドジェネレーターを利用した地上での戦闘も可能。スクラップ捕食中はシールドを張る。ストーリー終盤においてオーバーライド可能になり空からの探索が可能になる。
素材となる部位はシールドジェネレーター。
クランバージョー
猿型の機械。主に破壊された機械獣から部品などを探す清掃機械。サイズ・収集型の割にはなかなか固い。
素材となる部位はテイルダスター(尻尾)。
フロストクロー
熊型の収集機械獣で前作のDLCにも登場した。収集した資源を体内の炉で冷却水に変換しており攻撃にも利用してくる。見た目の割に動きが素早く耐久値もそこそこ高め。両肩と腹部に冷却水の詰まったサックを持ち破壊する事で凍結状態にできる。腹部のサックは破壊せずに残す事で撃破時に固有素材として回収可能。
ロックブレイカー
地中の資源を掘り収集するモグラ型の機械。本作最強の大型機械の1つ。地面に潜っては足元から襲撃を繰り返すために撃破困難だが、上部への攻撃能力に乏しい。
素材となる部位は掘削クロ―。後ろ足も対象なので、一度に4つ手に入る。
タイドリッパー
堆積物をろ過して資源を集める、プレシオサウルスのような首長竜型の収集機械。本作最強の大型機械の1つ。見た目通り水中では脅威となる。地上での戦闘能力も高く巨体をつかっての突進やキャニスターに搭載された水を利用しての遠距離攻撃をしてくる。氷・電撃を弱点としている。
素材となる部位は尾びれ。
ファイアクロー
フロストクローと同じく前作のDLCに登場した熊型の機械獣。前作ではフロストクローの亜種だったが、本作では上位種という位置付けにされており、前作と比べて大型化されている。収集した資源を体内の炉でブレイズに変換しているため、炎属性の攻撃を行う。図体のわりに素早く、遠近両方に対応した攻撃を持ち、攻撃範囲も広いと収集機械でありながら大型戦闘機械獣に匹敵するほどの戦闘能力を持つ。
素材となる部位はサック網。
バイルガット
DLCにて登場するカエル型の機械。スティングスポーンの卵を生成して産み付け、資源を集めたスティングスポーンを捕食している。酸や粘着液を放出して遠距離から攻撃しつつ、大きくジャンプして飛びかかってくる。素材となる部位はサック網。
スティングスポーン
DLCにて登場する虫型の小型機械。バイルガットに産み付けられた卵が焦熱の海辺の各地に散在し、近づくと孵化して襲い掛かってくる。耐久力は低いが、電撃を伴うこともある攻撃は侮れない威力があり、集団で襲われると厄介。倒しても固有のドロップ品は無いが、収集していたシャードや資源があればそれをドロップする。オーバーライド不可。
ウォーターウイング
DLCにて登場するプテロダクティルスの様な姿をした翼竜型の機械。下顎のグラーポーチで土壌をすくい、砂利を飛ばして攻撃してくる。サンウイングと共通点が多く、そのオーバーライド技術を応用してベータがウォーターウイングもオーバーライド可能にしてくれる。空を飛ぶだけでなく水中にも潜ることが可能。固有の素材は無い。

### 輸送型
輸送に特化した機種で機体の一部に資源を搭載したコンテナがあるのが特徴。切り離す事で多くの資源を得ることができる。主に偵察型や戦闘型に守られながら移動していることが多い。
リープラッシャー
カンガルー型の機械。腹部にポッドと呼ばれる収集器を備える。ポッドには様々な種類があり、フォーカスのスキャン機能等を阻害する機能を持つものもある。複数の個体で群れを作って移動し、ポッドを複数一カ所に集めて防衛する習性がある。
素材となる部位は動力源。
ベロウバック
恐竜の様な姿で二足歩行をする中型の機械。背部と首にブレイズや酸を搭載したサックがありこれを利用した属性攻撃をしてくる。破壊する事で大爆発を起こし周囲の敵もまとめて状態異常にする事が可能。強敵と戦う場所で機能停止状態で倒れている事も多く罠としても利用できる。
素材となる部位はサック網。喉の食道部分は対象外。
シェルウォーカー
ヤドカリ型の機械。背部に資源を満載したコンテナを積んでおり留め具を破壊する事で回収が可能。戦闘では左腕にあるシールドを展開しつつ右腕のライトニングガンや体当たりで攻撃してくる。
素材となる部位はライトニングガン(右腕)。
ローラーバック
アルマジロやアンキロサウルス類のような、鱗状の装甲に覆われた外見の機械。装甲は一枚ずつ攻撃で剥がすことが可能だが、時間が経つと破片を体に引き寄せて再生させてしまう。尾部先端にハンマーヘッドを備え振り回して攻撃してくるほか、体全体を丸めて突撃攻撃をしてくる。腹部にはホルダーで固定されたコンテナがあるが、足が邪魔でやや狙いづらい。
背部にある円形のパーツは重力操作装置で、上記の再生や切り落としたコンテナを回収する機能がある。修復能力はないので、切断した尻尾などは再生できない。
素材となる部位はハンマーテイル(尻尾)。
ベヒーモス
サイ型の機械。本作最強の大型機械の1つ。突進や重力発生装置フォースローダーで周囲の岩を引き寄せて攻撃してくる。腹部に資源が入ったコンテナを搭載しており、左右の留め具を破壊する事で回収が可能だが、シェルウォーカーに比べ留め具が小さい上、素早く動き回るので難易度が高い。
素材となる部位はフォースローダー。計6つある。

### 戦闘型
ガイアの消滅後、自我を持ったヘファイストスが機械獣を狩る人間達を脅威と認識し対抗するために生み出した機種。人間を狩ることに特化しており機体各所に強力な武装を搭載している機種が多い。
クローストライダー
ディノニクス等の中型獣脚類恐竜のような外見の機械。主に後脚の鋭い爪や尾部による攻撃をしてくる。オーバーライドで騎乗可能。尾部に炎や酸属性のボムランチャーを装備する亜種も存在する。
素材となる部位はレイザーテイル(尻尾)。
グリムホーン
収集型のプラウホーンを戦闘用に改造した機種。角からの炎攻撃やボムランチャーなど戦闘面が大幅に強化されている。
素材となる部位は角。ただし、プラウホーンの角として扱われる。
ラヴェジャー
前作でも登場したトラ型の戦闘機械。近距離では素早い動きで襲い掛かり、中距離では電撃を飛ばし、遠距離では背部に搭載された電磁射出速射砲「ラヴェジャー砲」で攻撃してくると遠近どちらにも隙がない。ラヴェジャー砲は切断する事で武器として使用可能。前作では同じくトラ型機械の「ソウトゥース」の亜種という位置付けだったが、本作ではラヴェジャーしか登場しない。
ストーカー
光学迷彩を備えたヒョウ型の戦闘機械。姿を消しつつ遠距離から弾速の速いダーツガンで攻撃を行ったり地雷を撒きながら襲ってくる。ダーツガンは切断すると武器として使用可能。ステルスは完全に姿を消していないので僅かな背景とのずれから見破ることは可能な他、電撃に弱く感電するとステルスが解除される。
住処では周辺に警報地雷を設置しており、接近すると警報を発して周辺のストーカーなどが集まってくる。逆に言えば、鳴った警報の近くには確実にストーカーが接近してくるということであり、事前に罠を設置しておくと楽に対処できる。また、住処での待機中は木に張り付いており、その時点では攻撃を当てられない上に結構な感度で接近を感知されてしまうので注意が必要。
素材となる部位はステルスジェネレーター。透明化していると非常に場所の判別がしづらいため、弱点である電撃で動きを止めておくと楽。
スコーチャー
前作のDLCに登場した、オオカミ型の中型機械。見た目通り動きは素早く搭載したブレイズを利用しての爆発的な加速の突進やマインランチャーでの遠距離攻撃と遠近共に危険な相手。耳はスキャン能力も持つので、隠密も楽ではない。なお、前作ではDLCに登場する機体という都合から非常に高い戦闘能力を持っていたが、本作では中盤から登場するためやや弱体化されている。
素材となる部位はスキャンイヤー。
ドレッドウイング
コウモリ型の飛行機械。本作最強の大型機械の1つ。フォーカスやアイテムの使用を制限する状態異常攻撃を得意とし光学迷彩で姿を消しながら襲ってくる。デメテルによって鉄の花を携えて各地にばらまく命令がオーバーライドされている。その為か、デメテル解放までごく一部を除いて登場しない。
素材となる部位は牙。
シェルスナッパー
巨大な甲羅を背負った亀型の機械。本作最強の大型機械の1つ。甲羅への攻撃をエネルギーに変換して吸収、反撃に利用する特徴を持つ。見た目通り動きは遅いが甲羅の砲台や搭載されたサックを使っての強力な氷攻撃、強力な防御力と手強い相手。さらに、地面に潜ることもできる。住処では最初地面に潜んでいて、地上での騒動を聞きつけて襲撃してくるという面倒な特性を持つ。
素材となる部位は甲羅を支えるシェルボルト。一度に6つも回収できるが必要数も多い。破壊すると甲羅＋接続されている武器が部分的に外れて弱点が露出する。
ストームバード
前作でも登場した大型のタカ型の機械。本作最強の大型機械の1つ。電撃での攻撃や翼にあるブースターを利用しての体当たりなど大型ながら非常に機動力が高い。
素材となる部位は胴体のストームキャノン。なお、数ある切断系部位の中でも切断耐久力よりHPが低く設定されているため、長弓が持つ衝撃の矢以外では切断不可。
サンダージョー
ティラノサウルス型の大型機械。本作最強の大型機械の1つ。今作でも最強クラスの戦闘機械獣の一体であり巨体を活かしての素早い突進や頭部の機関砲、レーザー砲、背部のディスクランチャーと多彩な攻撃手段を持つ。
素材となる部位は尻尾。
スリザーファング
コブラ型の新型機械。本作最強の大型機械の1つ。地面に潜ることもでき素早い動きで攻撃してくる。遠距離では搭載された酸を吐きかけてきたり尻尾から放電して攻撃してくる。
素材となる部位はアースグラインダー(胴体にある掘削機)。
トレマータスク
マンモス型の新型機械。本作最強の大型機械の1つ。動きは遅いが強固な装甲板に複数の火器でそれを補っており高い攻撃力と防御力を持つ。火器はほぼ全方位をカバー出来る様に搭載されているためどの向きであっても攻撃には注意が必要。逆賊はこの機械を捕獲し、背部に櫓を取り付け動く砦として運用している。この仕様では櫓を支える部位が設定され、破壊することで櫓を破壊することができる。
素材となる部位は牙。
スロータースパイン
スピノサウルス型の機械。本作最強の大型機械の1つ。敵を発見するとエネルギーチャージを始め、完了すると全身に搭載された様々なプラズマ兵器で攻撃してくる。兵器は切断する事で使用でき攻撃手段を減らせるが背部だけで8箇所、尻尾に3箇所と数が多い。本体自体の機動性も高くサンダージョーの様に突進や尻尾を振り回しての攻撃も行う。固有の素材は無い。

### その他
コラプター
古の時代にファロ・オートソリューションによって製造された無人兵器群チャリオット・ラインに属する、サソリ型の無人戦闘兵器。有機物をバイオ燃料に変換する機能、自己複製も可能な自己修復機能、敵兵器を支配下に置く強力なハッキング機能を持つ高性能な兵器であったが、指揮システムの異常を非常事態と誤認しこれらの機能を自己判断で使用する様になり、自己複製しながら地球上のあらゆる動植物を資源として喰い尽くす「ファロの災禍」と呼ばれる出来事を引き起こし、1000年前の地球の生物圏を滅亡させた。歌の平原と呼ばれている場所ではかつての災禍の際に戦ったと思われる機体の残骸が大量に横たわっている。
率先して発掘・運用していたシャドウ・カージャが壊滅状態なため、本作では出番はかなり少なくストーリー中盤に2体出るだけで、その後は闘技場とDLCで戦える。
ホルス
古の時代にファロ・オートソリューションによって製造された無人兵器群チャリオット・ラインに属する、タコ型の巨大陸上戦艦。EMP兵器を始めとする大量の兵器に加え工場設備も搭載し、チャリオット・ラインに属する全ての無人兵器を大量生産可能な移動式兵器工場としても機能する。ワールドマップ上からも確認できるほど巨大で、今の時代の人々からは「鉄の悪魔」と呼ばれて恐れられている。基本的に作中に登場する機体は機能が停止しているが、『焦熱の海辺』にて初めて稼働する機体が登場した。サイレンスによりハデスの器として利用されたものもある。
スペクター
ファー・ゼニスによって運用されている戦闘用ドローン。ヘファイストスの技術とは別系統の技術で作られている様で非常に滑らかな生物的な動きをする。攻撃にはパルスキャノンや自在に変形する金属外殻を使って攻撃してくる。重力システムを搭載しており装甲を破壊されても引き寄せて修復する事ができる。触手の様な足で壁や天井に張り付くこともでき非常に高い機動性を持つ。
スペクタープライム
ファー・ゼニスによって運用されているスペクターの上位機種で本作のラスボス。有人型であり外観は人間の姿をしている。
トールネック
キリン型の大型機械。周辺の機械や地域情報の観測を行う。同じルートを巡回し、攻撃してくることはない。オーバーライドすることで、おおまかな地形や機械の生息地などの情報が入手できる。

## 武器・装備

### 近接武器
槍
アーロイ含め作中の人々の一般的な武器として使用されている機械の部品で作成された槍。原始的な武器ではあるが機械の部品で作成されている為、強度や威力は高く一般的な武器として普及している。アーロイの物はコラプターから回収したオーバーライドユニットを装着しており機械獣や古の施設のオーバーライドが可能になっている。今作ではレゾネーターブラストという新機能が追加され槍のエネルギーを敵に移し射抜く事で大ダメージを与えることができる。スキル取得による威力の向上はあるが他の武器と違いストーリーを進めても上級品の入手やアップグレード要素は全くない。

### 遠距離武器
狩人の弓
連射速度、命中精度のバランスが良い中距離向けの弓。通常の矢に加え各属性の矢が使えるため状態異常も起こしやすくどんな場面でも扱いやすい性能を持つ。改良された狩人の矢は高い切断力を持つため、ダメージを与えつつ部位を破壊するのにも有効。
- トリプルショット：最大3本の矢をセットする。セットした段階でスタミナを消費し、発射時は消費しない。
- 一斉射撃：上空に矢を放ち、雨のように降らせる。
- ダウンショット：威力0だがダウンさせやすい特殊な矢を放つ。

戦弓
近距離向けの弓。弓を最大まで引かなくても最大威力で撃てるという特徴があり連射速度に優れているため近距離、複数の敵を相手取るのに向いている。主に使用できる矢は属性付の物が多いため、状態異常付与にも向いている。反面最大まで強化しても威力、命中精度は低いため中距離以上の戦闘には向かない。
- スプレッドショット：5WAYショットを放つ。至近距離で大型相手に放てばその分だけ効果が増える。
- 近接爆発：撃ち込んだだけでは効果がなく、更に槍で攻撃することで爆発して追加ダメージを発生させる。
- バーストショット：ターゲットに3連射を放つ。スプレッドショットと比べると、消費スタミナが少ないので連射向け。

長弓
威力、命中精度に優れている遠距離向けの弓。射程が長く一発のダメージが大きいため、狙撃、先制攻撃に適している。弓を弾く速度が遅く、矢の数も少ないという欠点があるため、近距離には向かない。ダメージは少ないが切断力の高い矢も使用可能。
- ブラストショット：連続では使えないが、長弓の射程で爆発属性を持つ最強レベルの攻撃スキル。着弾・爆発・爆音がセットなためか、当てると敵に発見される。また、足場が悪いと使用不可。
- フォーカスショット：精神集中のように照準が絞られる。さらに精神集中することで絞れる他、発射しなければスタミナを消費しないのでスコープ代わりに使える。
- ダブルショット：追加でもう1本矢をセットできる。

ブラストスリング
ブレイズや冷却水の詰まった弾を投擲する状態異常を与えるのに優れた武器。着弾時に爆発を起こすので複数の敵を相手取るときや属性値が高いので強敵にも有効。放物軌道で飛ぶため、上めがけて放てば遠くに届くほか、遮蔽物を避けて攻撃できる。
- バウンド爆弾：最大3回バウンドし、バウンドするごとに威力が上昇する特殊な弾を放つ。
- 貼り付き爆弾：接触した時点では爆発せず、しばらく後に爆発する。追加で張り付けたり爆発する前に別の場所に隠れるなどができる。
- バースト回避：回避技。爆弾を前方にばらまきつつ後方に回避する。

トラップキャスター
地面に杭を打ち込むことで罠を作成できる特殊な武器。地面に2本の杭を打ち込むと間にロープが張られロープに敵が引っかかると爆発が起きダメージを与えられる。威力、属性値が高く大きいダメージを与えられるが杭を打ち込む手間があるため瞬時に使えないという欠点もある。スキルを習得することで2本の杭を同時に決まった間隔で打ち込むことができる。今作では爆発性のロープの他、通過中に持続的にダメージを与えるビームロープや遮蔽物として利用できるシールドを発生させるロープが追加された。
直接攻撃できないという特性的に制限が厳しく、ロープキャスター共々特殊アクションが1つしかない。
- クイックワイヤー：効果時間に制限があるが、一定の間隔で素早くロープを設置できる。

ロープキャスター
機械獣を拘束する為に使う武器。拘束ロープを複数打ち込むことで機械獣の動きを一定時間止めることが可能。拘束中の機械獣にはオーバーライドやクリティカルストライクが可能になるが攻撃をすると拘束時間が短くなる。今作では装甲のある部位には溜めてから発射しないとロープが刺さらなくなっている。ロープの種類が前作より増えており刺さっている間に属性ダメージを与え続ける属性ロープと同属性の攻撃を与える事で爆発するキャニスターを射し込むキャニスターロープが追加された。
- 貫通ロープ：最大まで引き絞らなくても装甲を貫通できる。

スパイクスローワー
投げ槍の要領で使う投擲武器。作成コストが高いが威力が高く大型の機械獣との短期決戦に向いた武器。溜めて投擲することで装甲を貫通してダメージを与えられる。欠点として、使用時には立ち上がるため、草むらでもステルス状態が解除される。ブラストスリング同様、放物軌道なため、意外と長距離にも攻撃できる。
- 飛翔スパイク：スパイク版ブラストショット。特性はほぼ同様。
- スプリットスパイク：分裂するスパイクを放つ、ショットガン型の技。
- スパイクトラップ：一定時間後又は敵の接触で爆発する罠型スパイクを地面などに突き刺す。トラップキャスターでは届かないような遠い場所にも設置できる。

ボルトブラスター
複数の矢を連続で発射するマシンガンの様な武器。連射性に優れており上手く使えば大きいダメージを与えられるが使用中は走れなくなる他、専用モーションでのリロードが必要になるため機動性が悪く扱いが難しい武器。矢弾を交換するとリロードアクションからやり直しになるので注意。凍結などの属性ボルトもあり、十分強化すると状態異常武器としても有用。
弾の消費が激しいものの、用途がほとんどない「金属の骨」を素材とするため、コストパフォーマンスがいい。
- 連続バースト：装填されている全ての矢弾が尽きるまで連射を続ける。一度の破壊力という意味では最強だが、発動時点でスタミナ消費＆装填数0となる。
- ウルトラショット：長射程・爆発属性という従来のボルトブラスターにはない連射を叩き込む。
- スプレッドブラスト：ボルトブラスター版ショットガン攻撃。こちらは8発放つ。

シュレッダーガントレット
切断ダメージに優れた今作初登場の武器。投擲したシュレッダーは敵に命中すると弧を描いて戻りキャッチすることで最大3回投擲が可能になる。3回キャッチ後の攻撃は爆発などする。
- スプレッドブラスト：シュレッダーガントレット版ショットガン攻撃。ただし、キャッチできるのは1つのみ。
- シュレッダーマイン：投射地点に留まり、周囲に雷属性のフィールドを展開する罠型シュレッダー。
- パワーシュレッダー：シュレッダー版ブラストショットで、シュレッダーは戻ってこない。

スペクターガントレット
「焦熱の海辺」で追加された武器。ファー・ゼニスの武器であるが、ストーリーを進めることで入手可能。特殊弾薬の連続発射が可能。

### 特殊装備
ストーリーを進めることで手に入る特殊な装備品。塞がった道を切り開いたりするのに使用する。
プルキャスター
ロープにより高所への高速移動を可能にしたり、環境内のオブジェクトを動かしたり破壊することが可能。
シールドウイング
高所からの滑空を可能にし、落下ダメージの抑止やジャンプでは届かないような場所への移動ができる他、上空から敵に奇襲をかけるなどの戦術にも活用できる。
潜水マスク
本作では水中に深く潜れるようになった。当初は水中には限られた時間しかもぐっていられないが、潜水マスクを装着すれば自由に水中を探索でき、海流に乗って勢いよく移動することもできる。水中にも敵は出現するが、戦闘はできない。
バインカッター
「鉄の花」から伸びるツタを除去することができる。

## 用語

### 各部族関連用語
ノラ族(Nora)
女神“大いなる母”を信仰し、独特な母権社会を形成している部族。祭りの日に行われる試練に合格した者は“義勇兵”として部族を守護する任務に就く。アーロイはノラ族の異端者だったが、天命の使者に任命され、ノラの地を離れ各地を旅している。
流れ者(Outlander)
自らの部族が暮らす地から離れて生きる者の呼称。流れ者は定住することなく各地を放浪する。アーロイも禁じられし西部各地で流れ者と呼ばれることがある。
カージャ族(Carja)
太陽を崇拝する文明的な部族。首都は現サン王アヴァードが治めるメリディアン。メリディアンの民を中心とした体制派は「サン・カージャ」、アヴァードに反抗し、追放された反体制派は「シャドウ・カージャ」と呼ばれている。王号に「サン王」「天照」という名前を付けたり、悪い事象には影や闇にまつわる名前を付けたりと、光に関する評価が多い。
エクリプス(Eclipse)
前作でハデスを神として崇めていた、シャドウ・カージャのカルト的な武力部門。現在も水面下で存在している。
オセラム族(Oseram)
鍛冶や工芸などに高い技能を発揮する部族。ただし、女性は技術があっても公に鍛冶師になることが困難。頑丈な鎧を身にまとい、傭兵として活躍することも多い。ハンマーを使って機械と戦うこともある。今作では禁じられた西部各地にオセラムの発掘隊がいる。
酒を飲むことを好み、恰幅のいい人物が多い。未熟ながら民主主義に近い制度を採用しているためか、腕よりも口が達者なタイプもおり、自ら現場に繰り出す人間だけでなく投資家も存在する。
プロメテウスの民(Sons of Prometheus)
前作にてデルヴァールが率いていたオセラム族の反カージャテロ組織を、弟子のアセラが引き継いだもの。レガーラの逆賊と同盟を結んでいる。サイレンスから提供された技術を使い西部各地でオーバーライドや発掘で軍事力を強化しては人員や機械を逆賊に供給しつつ、サイレンスから提供されたゼニスのシールド無効化技術の実用化を研究している。
ウタル族(Utaru)
争いを好まない農耕民族。テナークスとは同盟関係にある。プラウホーンを「大地の神々」と呼び崇拝し、共に土地を耕し作物を育てていた。「大地の神々」の再生(修理)のサイクルや植物の成長から着想を得た、「死は滅びではなく、新たな命へとつながる大いなる大地の循環である」という宗教観を持つ。これに基づき、ウタル族は誕生と同時に植物の種を与えられ、種入れを衣服に組み込んで片時も離さず持ち歩き、死を迎えるとその種を大地に植える文化を持つ。出身地以外の場所で死ぬことは「大地の循環を途切れさせる」行為として忌避する者が多い。讃美歌を歌う文化も持ち、部族間で意見が対立しそうになると、部族の調和を呼びかけるために大勢で歌を歌う。料理は穀物や豆腐などの菜食がメインで、肉はほとんど食べない。
大厄災後は「赤い腐食」により植物が思うように育たなくなってしまい、周辺に出現するようになった逆賊や凶暴化した機械にも悩まされている。また、「大地の神々」が狂ってしまい人を襲ったり、過剰な堆肥を与え畑を腐らせてしまい、飢えに苦しんでいる。ゾーなど複数人のウタルは戦いや狩猟のために武器をとったり、移住を検討するなど、これまでの伝統に囚われることなく懸命に生きようとするが、ウタルの声は伝統に固執する者が多く、「大地の循環の一部」として部族の滅びをおとなしく受け入れようとしている。
ウタルの声(Chorus)
ウタル族の指導者層。複数人による合議制によって治められている。多くの民に支持された者から選出され、祖先が歌の平原を発見したときの事績を追体験する儀式を行い就任する。
大地の神々(Land-got)
ウタル族が何世代にも渡り神々として崇拝しているプラウホーンのこと。ウタル族とともに農作業を行っていた。合計7体存在し、「ドー」から「シー」まで音階にちなんだ名前が付けられている。
定期的に「聖地」と呼ばれる洞窟（機械炉）に入り、修復・メンテナンスされ戻ってくる習性があり、ウタル族はこれを「再生のサイクル」として宗教観に組み込み、戻ってくる度に盛大に祭りを開いていた。大厄災の後から異常をきたし、人を襲うようになったり、聖地に入らないようになってしまっていた。
ストーリー中盤で「ファー」がヘファイストスに乗っ取られた聖地にてグリムホーンに改造されてしまい、やむなく撃破する。残りの稼働機も一時は2体まで減少するが、アーロイとゾーがプラウホーンの再起動コードを使用した後に復活した。
テナークス族(Tenakth)
砂漠、空、沼地の3つの一派によって構成される戦闘民族。族長はヘカーロ。
古の世界の兵士たち「テン」を崇拝し、テンのような勇敢な戦士となることを栄誉としている。徹底的な実力主義社会で、実力さえあれば出自や性別や性的少数者も関係無く評価されるが、弱者は蔑まれ、特に障害者は戦闘不能と判断されると掟により処刑される。族長や各一派の長「指令」が無能と見做されれば、決闘による下剋上が行われる。亡くなった者の事績や自身の戦功を刺青として全身に彫り込んでいる。髪型も奇抜なキャラがちらほら。
砂漠の一派(Desert Clan)
樹海の東の砂漠・荒野を領域とする一派。黄色系の刺青を入れている。
元々水に乏しく、わずかな水域も塩分や重金属汚染により飲用不可能なため、唯一飲用可能な首都「熱砂の槍」の古代地下貯水槽の水を分配して生活している。
空の一派(Sky Clan)
樹海の北西の山岳地帯を領域とする一派。赤色系の刺青を入れている。首都「巨壁」は断崖絶壁の上に作られた難攻不落の城塞。
沼地の一派(Lowland Clan)
樹海の南西の密林・沼沢地帯を領域とする一派。青緑色系の刺青を入れている。首都は「とげの沼沢」。
ヘカーロの出身地であるため、族長命令は絶対と見なされている。
テン(Ten)
テナークス族の宗教観に多大な影響を与えている、古の世界の兵士たち。樹海のホログラム映像にその事績が表示されている。
正式名称は「JTF-10」。エドワード・デ・ラ・ホーヤが率いるトゥーソン付近を拠点としていた部隊で、地元住民と共に連邦政府のドローン部隊を相手に戦い、幾度も勝利を収めた。紛争終結後、核爆発が起きたモハベのクレーター跡地付近に、彼らを称えて「モハベの戦場跡記念館」が建設され、その遺跡がテナークス族の聖地「樹海」となった。
逆賊(Rebel)
レガーラ率いるテナークス族の反乱軍。ヘカーロを倒しカージャへ復讐することを目標としているが、復讐よりも戦で手柄を上げることを目的に参加した血気盛んな若者も多い。プロメテウスの民と同盟を結び、オーバーライドした機械獣の騎兵軍団を組織しており、その軍事力は極めて強大。各地に前哨基地を築き、テナークスや他部族への略奪を繰り返している。
テナークスの勇士(Marshal)
古の世界から存在する守護霊のようなものとされているが、実際はテナークスの族長に仕える法の裁定者、判事、執行人の地位。一派に関わらず中立的な立場から部族内の揉め事を仲裁する。カルラットで活躍したテナークスの戦士が勇士となれる。
カルラット(Kulrut)
テナークス族の闘技場で行われる儀式。かつてはテナークス3派が殺しあう儀式だったが、ヘカーロにより機械獣との戦いによる勇士の選抜試験に変更された。カルラットの開催にはテナークス3派の挑戦者が揃わなければならないというしきたりがある。「テンは金属の翼で空から舞い降りた」との故事に基づき、挑戦者は高所から飛び降りて開始する。
クエン国(Quen Empire)
大海のはるか西方の「偉大なるデルタ」という地を中心に栄える文明的な専制国家。多数のフォーカスを使用して古代の技術を解析し、優れた軍事力や高度な農業技術、大海を渡れるほどの航行技術などを習得している。その技術を生み出した古の世界の有名人を「始祖」として崇拝している。しかし知識が他国に渡ることを恐れ、フォーカスを扱うことができる人間は厳しい試験に合格した「予言者」と、その予言者を監督する「監察官」のみに認められ、またデータベースから閲覧できる情報も階級によって厳しい制約が設けられている。またクエンで手に入るフォーカスは西暦2050年代のデータしか閲覧できない旧式品のため、ファロは災禍を起こす前の「世界を(環境浄化ドローンにより)救った男」としての評価しか知らないなど、得られる知識に偏りがある模様。
偉大なるデルタでも異常気象による不作や水害の被害が深刻化しつつあり、解決の糸口を求めて大船団を建造し、命がけで大海を越えて「亡びの地」ことかつてのサンフランシスコに上陸する。
信奉者(Devotee)
DLCで登場する人間の敵集団。ロンドラに洗脳・狂暴化されたクエンの兵士たち。

### 機械関連用語
オーバーライド
アーロイが槍に装備されたマスターオーバーライドで機械や機械炉に対して行うハッキングのこと。
方法は異なるがサイレンスやテナークスの逆賊もオーバーライドを行って機械を従えている。具体的には、体内にオーバーライドモジュールを埋め込んで一時的に支配し、さらに追加で処置を行うことでより支配を強固にしている。その為か、凶暴な機械獣はモジュールを埋め込めず一旦拘束されていたりする。
機械炉
各地に点在する機械の生産工場。中に入ることができ、ダンジョンのようになっている。最深部でコアをオーバーライドするとオーバーライド可能な機械の種類を増やすことができる。
ヘファイストスの管轄で、ネットワークを通じてシステムに侵入することで内部を作り替えて機械炉化させることも可能。その為、作中の機械炉が最初から機械炉として作られたのか改造された結果なのかは不明。
導きの塔
カージャの領地にあるデータ送信装置。ヘファイストスが建造し、ミネルヴァがスワームを停止させるコードを送信するのに使われた施設。その後、謎の信号を受信し暴走したハデスによって再起動コードを送信するために使われようとしていた。
フォーカス
人間のこめかみに装着できる小型の拡張現実感デバイス。装着者だけが見える視覚的な3Dインターフェースを表示する。機械やアイテム、各地で見つかるデータのスキャンや解析、古の遺跡のホロロックや機器の操作などに利用できる。ファロ・オートソリューション製で、一般市民が使えるパーソナルデバイスとして開発された。
前作ではアーロイとサイレンス、エクリプスの一部が使用していたのみだったが、今作では予備のフォーカスを使ってアーロイの仲間たちが古の知識や文化の学習に用いたり、アーロイと同じように機械などのスキャンに使用している。また、アルヴァはアーロイ達と合流するまでは旧式のフォーカスを使用していた(旧式の場合、新しいフォーマットのデータが再生できない)。

### 古の世界の用語
ファロの災禍
約1000年前に地球の生物圏を壊滅させた無人兵器の暴走事故。当時コラプターなどのファロ社製無人兵器群、通称スワームが世界各地で運用されていたが、原因不明のシステムトラブルから指揮システムが崩壊。これを非常事態と判断したスワームは生物資源の燃料転換や自己複製などの非常用機能を自己判断で使用し始め、無限に増殖しながら人間を含む動植物全てを燃料として喰い尽くす大災厄と化した。人類もあらゆる方法で阻止を試みたが圧倒的なスピードで増え続ける無人兵器を止める事は出来ず、僅か16ヶ月で地球の生物圏は食い尽くされ人類を含む全ての動植物が死滅した。
プロジェクト・ゼロ・ドーン
エリザベト・ソベック博士によって発案された完全自動テラフォーミングシステムの作成計画。ファロの災禍を止める事は不可能と判断した博士は止めるのでは無く、災禍が終わった後の地球を一から再生させる道を選んだ。この計画によって作られたのがガイアである。ガイアは完成後、スワームの停止コードを解読し全スワームを停止。その後テラフォーミングマシンを作成し荒れ果てた地球環境を再生し不毛な大地を蘇らせ、動植物や人類を再生させた。前作でオリジナル・ガイアはハデスの暴走を止めるために自爆消失してしまったことが判明する。
ファー・ゼニス
ファロの災禍の際に、宇宙船オデッセイでシリウス星系に向かう計画を立てていた人類の一団。前作でも名前が出ておりオデッセイの爆発事故により計画は失敗したと思われていたがそれは偽装であり、実際にはシリウス星系に到達していた。コロニーを建設し、数百年もの時間を仮想空間の中で遊び暮らしていた。だが突如コロニーが崩壊して大半が死亡し、地球に帰還することになる。ガイアのシステムを奪おうとしておりガイアの機能を使って地球の生物圏を自分達に適した環境にリセットする事が目的と推察されている。ゼニスのメンバーは過去にシリウスに向かった人類の子孫と思われていたが、ベータの発言から不老化治療を受けて生き永らえている当時の人物そのものと判明する。アーロイ達との最終決戦で12人全員が全滅したと思われていたが、DLC「焦熱の海辺」にて13人目のメンバーであるウォルター・ロンドラがロサンゼルスにいることが判明する。
ホットゾーン危機
南北戦争以来となるアメリカの内戦、および史上初のロボット部隊と人間部隊の本格的な戦争。
2036年にネバダ州などのアメリカ南西部が気温上昇による居住不可地域「ホットゾーン」に指定され住民の強制移住が命じられると、地元住民はこれに激しく反発、ロベルト・メディーナがレアアースで得た収益で住民を支援し、地元を拠点とする軍の部隊JTF-10もこれに合流した。連邦政府が鎮圧のためにドローン部隊を送り込むと、エドワード・デ・ラ・ホーヤ大佐の指揮の下でこれを幾度も巧みに撃退するが、2037年8月20日にモハベ基地での戦闘中にドローンのパワーケース破損が原因で核爆発が発生し両軍とも壊滅、メディーナやデ・ラ・ホーヤら主要人物も戦死した。
その後中立派のアン・ファラデイの呼びかけにより停戦が成立。このときの彼女の一致団結を呼びかけるスピーチを記録したホログラムは、部族を武力で統一した直後のヘカーロの思想に大きな影響を与えた。また停戦前後に平和維持活動を先導した人々を彼女が「勇士」と呼んだことがテナークスの勇士の由来となった。
古の遺跡
ファロの災禍以前の人工建造物のこと。朽ち果ててしまっているが各地に残っている。

### 地理
聖なる地
ノラ族の住む地域。カージャの居住地のさらに東にある。
メリディアン
サン・カージャの首都。現サン王アヴァードが統治する
禁じられし西部
今作の主な舞台。ウタルやテナークスが治める地域。現在のアメリカ大陸の西部にあたる。
恐れの谷
焦土の光手前のカージャ側の領土。
チェーンスクレイプ
恐れの谷にあるオセラム族の居留地。周辺地域に古の遺跡の掘削場が多数ある。
焦土の光
テナークスとカージャの領土の境にある国境の門。和平交渉のための会談が各部族の使節団により開かれる場所。和平交渉の際にレガーラの襲撃に合う。
侵されざる地
カージャとテナークスの領土の間にある中立地帯。和平交渉の一環で中立地帯となっている。
歌の平原
侵されざる地の北にある、ウタル族が住む穀倉地帯、およびその中央にあるウタルの首都。
古代のパラボラアンテナの上に、植物を編んで巨大建造物を構築している。
ハデスの試験場
ハデスの機能試験場となっていた施設。ハデスの試験に使われていたガイアのバックアップが発見されるが、副次機能がない状態だった。
修理区画TAU
ウタル族にとって神聖な場所とされる聖なる洞窟のこと。ウタル族に崇拝されている大地の神（プラウホーン）が定期的に入り修理されていた場所。
地域管理センター（拠点）
ゼロ・ドーンの後継者たちが、テラフォーミングの活動を監視するための場所として建造された場所。アーロイ達の拠点となる。
中枢はあくまで約20年前に自爆によって崩壊したガイアプライムで、それ以外の拠点はあくまで周辺地域のコントロールを目的としている。
樹海
テナークス族の聖地にしてヘカーロの居城。古の時代に建設された「モハベの戦場跡記念館」の遺跡で、内部にはテンの活躍を称えるホログラム映像が展示されている。
闘技場
樹海に併設されたテナークスの闘技場。闘技場で戦うことでメダルを獲得することができる。闘技場のメダルを集め交換することで非常に強力な武器や防具を手に入れられる。闘技場のランクには初級、中級、上級、熟練、伝説がある。
亡びの地
テナークスからは「天空塔の島」と呼称される。かつてのサンフランシスコ。
祖国を救う技術を求めるクエン艦隊の目的地であり、テッド・ファロが没したとされる遺跡「テーベ」がある。
周辺海域は潮流が激しく、船無くして本土との往来は不可能。
焦熱の海辺
DLCの舞台。テナークスの居留地より南にある、かつてのロサンゼルス。大規模地殻変動により大地は割れ、マグマや間欠泉が噴き出している。ロンドラが経営していた小惑星採掘企業「ヘヴン￠」の拠点や、彼が建設したテーマパーク「パンゲア・パーク」がある。中央の島にはゲリット提督率いるクエン海軍のキャンプ「船団の果て」がある。

### その他
ファイアグリーム
扉を塞いだり壁にくっついている爆発性の植物のようなもの。点火装置で爆破することができる。
ストライク
禁じられし西部のテナークス族が遊んでいる2人対戦のボードゲーム。地形効果のある盤面に、機械獣を模した駒を配置して、戦略的に対戦相手に勝つことを目的にしたゲーム。
アダマント・リース
鉄の花の正式名称。元々はバイオマス転換システムを開発した研究所が、スワームの暴走の片鱗を知ったファロの指示で開発したバイオマス転換できない人造植物。完成はしたものの生物圏絶滅には間に合わず、ガイアの解析によれば仮に間に合ったとしても代謝管理装置をハッキングされ枯死させられただろうと推測されている。
作中で登場するのは、その研究所に逃げ込んだデメテルが植物を守るためにばら撒いていたもの。研究所に漂着直後から行っていたようであるが、ハデスが起動していたためなのか機械獣が(環境維持のために)草木を貪ることへの抵抗なのかは不明。
ネメシス
ファー・ゼニスがシリウスで開発した人格デジタル化・転写システムの実験機。
開発目的としては失敗作であったが精神系データベースとしての利用価値から封印・放置されており、その間に内部で人格が発現し暴走。研究過程でデジタル化されたファー・ゼニスメンバーの人格から得たあらゆる権限を用いてシリウスコロニーを破壊した。
常軌を逸したファー・ゼニスのコピー人格と共に封印された事からファー・ゼニス、ひいては人類を憎んでおり、脱出したファー・ゼニスの生存者がガイアを狙って地球へ向かっている事に気付くと地球へ絶滅信号ウイルスを送信し、先んじてガイア諸共地球を滅ぼそうとしたのがハデス暴走の真実であった。